# ریشارد پیتروسکی
ریشارد پیتروسکی (لهستانی: Ryszard Pietruski؛ ‏ ۷ اکتبر ۱۹۲۲ – ۱۴ سپتامبر ۱۹۹۶) کارگردان اپرا و بازیگر اهل لهستان بود. او پس از جنگ جهانی دوم، در مدرسه تئاتر شهرداری در ورشو تحصیل کرد.
از فیلم‌ها یا برنامه‌های تلویزیونی که وی در آن نقش داشته‌است، می‌توان به سفری برای یک لبخند، زیبا و ثروتمند بودن بهتر است، دارکوب، پنج، گفتار پایانی نورنبرگ، ماجراهای میخاو، عملیات هیملر، چهل‌ساله، قماری بالاتر از زندگی، مانع و یانا اشاره کرد.